# Schauenburg-Sammlung
Die Schauenburg-Sammlung ist eine Sammlung von 68 thematischen Karten, vorwiegend aus dem Bereich des Schweizer Mittellands und des Schweizer Juras, die zwischen 1616 und 1789 entstanden sind.
Dargestellt sind militärisch wichtige Objekte und Landschaften im damaligen bernischen Hoheitsgebiet. Die Sammlung wurde im Jahre 1798 während des Franzoseneinfalls bei der Schlacht am Grauholz von dem französischen General Schauenburg konfisziert. 1881 konnte die Eidgenossenschaft die Sammlung von der National- und Universitätsbibliothek von Strassburg zurückkaufen. Heute sind die Originale im Staatsarchiv des Kantons Bern und gehören der Eidgenössischen Militärbibliothek.
Die Karten wurden 1989 als Faksimiledruck in Originalgrösse herausgegeben. Die Faksimiledrucke sind in vielen Schweizer Bibliotheken vorhanden.